# Nevada-tan
Nevada-tan és el nom pel qual es va conèixer una estudiant japonesa, el nom veritable de la qual és Natsumi Tsuji, que va assassinar una companya a 2004. Nevada-tan tenia aleshores 11 anys i la seva víctima 12.
L'homicidi va tenir lloc l'1 de juny de 2004 a una escola primària de Sasebo (Prefectura de Nagasaki). La gola i els braços de la víctima havien estat esberlats amb un cúter. Des de llavors s'ha convertit en un fenomen d'internet.
Poc després que es publiqués una fotografia presa de la nena aquest mateix dia, van aparèixer les primeres historietes en què es representava a Nevada-tan amb un jersei esportiu amb la inscripció «NEVADA». La fotografia era una presa de tota la classe, assassina i en la qual portava un jersei esportiu amb aquesta mateixa inscripció. Com la llei japonesa prohibeix la publicació dels noms dels menors implicats en delictes, el veritable nom de la nena no va aparèixer a la premsa, i va ser la inscripció de NEVADA la qual va passar a donar-li nom a internet. El sufix -tan significa "petita", també es va usar la forma "Nevada-Chan" que és un sufix de significat afectuós / familiar "petit" -chan.
L'agressora va ser traslladada al setembre de 2004 des del reformatori en el qual es trobava reclosa a la presó de Ujiie, a la Prefectura de Tochigi. La institució és l'única presó de dones en tot el Japó en la qual les recluses poden ser posades en règim d'aïllament.